# 색바랜 벤치
〈색바랜 벤치〉는 이용이 1988년 발표한 가요이다.